# Conioscinella collucens
Conioscinella collucens är en tvåvingeart som först beskrevs av Becker 1913.  Conioscinella collucens ingår i släktet Conioscinella och familjen fritflugor.
Artens utbredningsområde är Etiopien. Inga underarter finns listade i Catalogue of Life.